# José Dolhem
Louis José Lucien Dolhem (* 26. April 1944 in Paris; † 16. April 1988 in Saint-Just-Saint-Rambert) war ein französischer Automobilrennfahrer und Halbbruder von Didier Pironi.

## Karriere
José Dolhem begann 1964 mit einem Lotus Super Seven nationale Rennen zu fahren. Die ersten Versuche blieben Fragmente, Vorrang hatte das Studium der technischen Ökonomie an der Sorbonne in Paris, das er 1969 erfolgreich abschloss.
Dolhem war ein Schulbeispiel eines Playboy-Rennfahrers der 1970er Jahre. Er schätzte die Idee des Rennsports mit all seinen Annehmlichkeiten. Sportliche Erfolge blieben rar. 1972 fuhr er für das Team Shell Meubles Arnold mit einem March 722 die gesamte Saison der Formel-2-Europameisterschaft, ohne zählbare Ergebnisse vorweisen zu können. Erst 1973 kam Schwung in die Karriere, die durch einen schweren Unfall gleich wieder gebremst wurde. Beim Warm-Up zum Formel-2-Lauf in Rouen verunglückte er schwer (nach einem dritten Platz im Training) und musste den Rest der Saison auslassen.
1974 bekam er dennoch einen Werksvertrag bei Team Surtees. Er sollte erneut in der Formel 2 und in der Formel 1 für das Team an den Start gehen. Ermöglicht wurde der Vertrag durch Sponsorgeld von Shell Frankreich, das der chronisch schlecht finanzierte Rennstall von John Surtees dringend benötigte. Wieder blieben die Erfolge aus. Dolhem konnte sich nur einmal für einen Großen Preis qualifizieren. Beim Großen Preis der USA in Watkins Glen ging Dolhem von 26. und letzten Startplatz aus ins Rennen. In der neunten Runde hatte sein österreichischer Teamkollege Helmut Koinigg einen schweren Unfall. Als bekannt wurde, dass Koinigg den Unfall nicht überlebt hatte, zog das Team die Konsequenzen und Dolhem musste in der 25. Runde das Rennen aufgeben.
Im Frühjahr 1975 zog er sich beim Skifahren eine schwere Nackenverletzung zu, die ihn zwang erneut eine gesamte Saison zu pausieren. Surtees löste den Vertrag und Dolhem kehrte erst 1976 in die Rennszene – wieder in der Formel 2 – zurück. Trotz Engagements bei Chevron und AGS blieben die großen Erfolge weiter aus und Dolhem beendete seine Karriere mit Saisonende 1979.
Im April 1988 starb er auf dem Weg zu einem Offshore-Bootrennen bei einem Flugzeugabsturz in der Nähe von St. Etienne. 

## Statistik

### Le-Mans-Ergebnisse
| Jahr | Team                               | Fahrzeug           | Teamkollege           | Teamkollege    | Teamkollege   | Platzierung | Ausfallgrund    |
| ---- | ---------------------------------- | ------------------ | --------------------- | -------------- | ------------- | ----------- | --------------- |
| 1973 | Automobiles Charles Pozzi          | Ferrari 365 GTB/4  | Alain Serpaggi        |                |               | Rang 9      |                 |
| 1974 | Equipe Gitanes                     | Matra-Simca MS670B | Jean-Pierre Jaussaud  | Bob Wollek     |               | Ausfall     | Motorschaden    |
| 1976 | Renault Sport                      | Alpine A442        | Jean-Pierre Jabouille | Patrick Tambay |               | Ausfall     | Zylinderschaden |
| 1978 | Equipe Renault Elf Sport Calberson | Alpine A442B       | Jean-Pierre Jabouille | Jean Ragnotti  | Guy Fréquelin | Rang 4      |                 |

### Einzelergebnisse in der Sportwagen-Weltmeisterschaft
| Saison | Team                             | Rennwagen                   | 1   | 2   | 3   | 4   | 5   | 6   | 7   | 8   | 9   | 10  | 11  | 12  | 13  |
| ------ | -------------------------------- | --------------------------- | --- | --- | --- | --- | --- | --- | --- | --- | --- | --- | --- | --- | --- |
| 1973   | Ecurie Bonnier Automobiles Pozzi | Lola T292 Ferrari 365 GTB/4 | DAY | VAL | DIJ | MON | SPA | TAR | NÜR | LEM | ZEL | WAT |     |     |     |
| 1973   | Ecurie Bonnier Automobiles Pozzi | Lola T292 Ferrari 365 GTB/4 |     |     |     | DNF |     |     |     | 9   |     |     |     |     |     |
| 1974   | Matra Sports                     | Matra MS670                 | MON | SPA | NÜR | IMO | LEM | ZEL | WAT | LEC | BRH | KYA |     |     |     |
| 1974   | Matra Sports                     | Matra MS670                 |     | DNF |     |     |     |     |     |     |     |     |     |     |     |
| 1978   | Equipe Calberson                 | Alpine A442                 | DAY | SEB | MUG | TAL | DIJ | SIL | NÜR | LEM | MIS | DAY | WAT | VAL | ROD |
| 1978   | Equipe Calberson                 | Alpine A442                 |     |     |     |     | 4   |     |     |     |     |     |     |     |     |